# العلاقات البلجيكية الفانواتية
العلاقات البلجيكية الفانواتية هي العلاقات الثنائية التي تجمع بين بلجيكا وفانواتو.

## مقارنة بين البلدين
هذه مقارنة عامة ومرجعية للدولتين:
| وجه المقارنة                                              | بلجيكا                                                                              | فانواتو                                  |
| --------------------------------------------------------- | ----------------------------------------------------------------------------------- | ---------------------------------------- |
| المساحة (كم2)                                             | 30.53 ألف                                                                           | 12.19 ألف                                |
| عدد السكان (نسمة)                                         | 11.37 مليون                                                                         | 276.24 ألف                               |
| الكثافة السكانية (ن./كم²)                                 | 372.42                                                                              | 22.66                                    |
| العاصمة                                                   | بروكسل                                                                              | بورت فيلا                                |
| اللغة الرسمية                                             | اللغة الهولندية، لغة فرنسية، اللغة الألمانية                                        | اللغة البسلاما، لغة فرنسية، لغة إنجليزية |
| العملة                                                    | يورو، فرنك بلجيكي                                                                   | فاتو فانواتي                             |
| الناتج المحلي الإجمالي (بليون دولار)                      | 492.68 مليار                                                                        | 862.88 مليون                             |
| الناتج المحلي الإجمالي (تعادل القوة الشرائية) بليون دولار | 514.74 مليار                                                                        | 790.76 مليون                             |
| الناتج المحلي الإجمالي الاسمي للفرد دولار أمريكي          | 40.32 ألف                                                                           | 2.81 ألف                                 |
| الناتج المحلي الإجمالي للفرد دولار أمريكي                 | 43.44 ألف                                                                           | 3.03 ألف                                 |
| مؤشر التنمية البشرية                                      | 0.890                                                                               | 0.594                                    |
| رمز المكالمات الدولي                                      | +32                                                                                 | +678                                     |
| رمز الإنترنت                                              | .be                                                                                 | .vu                                      |
| المنطقة الزمنية                                           | توقيت وسط أوروبا، ت ع م+01:00، ت ع م+02:00، توقيت وسط أوروبا الصيفي، أوروبا/بروكسل ‏ | ت ع م+11:00                              |

## منظمات دولية مشتركة
يشترك البلدان في عضوية مجموعة من المنظمات الدولية، منها:
| علم المنظمة | اسم المنظمة                        | تاريخ انضمام بلجيكا | تاريخ انضمام فانواتو |
| ----------- | ---------------------------------- | ------------------- | -------------------- |
|             | الاتحاد البريدي العالمي            | ?                   | ?                    |
|             | مؤسسة التنمية الدولية              | 2 يوليو 1964        | 28 سبتمبر 1981       |
|             | منظمة حظر الأسلحة الكيميائية       | ?                   | ?                    |
|             | منظمة التجارة العالمية             | ?                   | ?                    |
|             | الأمم المتحدة                      | 27 ديسمبر 1945      | 15 سبتمبر 1981       |
|             | وكالة ضمان الاستثمار متعدد الأطراف | 18 سبتمبر 1992      | 27 يوليو 1988        |
|             | مؤسسة التمويل الدولية              | 27 ديسمبر 1956      | 28 سبتمبر 1981       |
|             | بنك التنمية الآسيوي                | 1966                | 1981                 |
|             | البنك الدولي للإنشاء والتعمير      | 27 ديسمبر 1945      | 28 سبتمبر 1981       |
|             | المنظمة الهيدروغرافية الدولية      | ?                   | ?                    |
|             | الاتحاد الدولي للاتصالات           | 1866                | 30 مارس 1988         |
|             | يونسكو                             | 29 نوفمبر 1946      | 10 فبراير 1994       |

## وصلات خارجية
- موقع وزارة الخارجية البلجيكية